# Archidiecezja Santa Fe

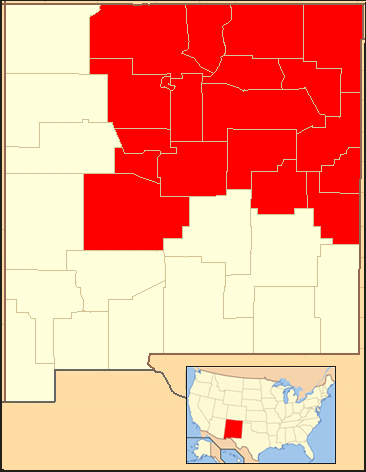
Mapa archidiecezji Santa Fe

Archidiecezja Santa Fe (łac. Archidioecesis Sanctae Fidei in America Septentrionali, ang. Archdiocese of Santa Fe) – rzymskokatolicka archidiecezja metropolitalna ze stolicą w Santa Fe, w stanie Nowy Meksyk, Stany Zjednoczone.
Archidiecezja znajduje się w regionie XIII (AZ, CO, NM, WY) i obejmuje terytorialnie 19 hrabstw w północno-wschodniej części Nowego Meksyku: Rio Arriba, Taos, Colfax, Union, Mora, Harding, Los Alamos, Sandoval, Santa Fe, San Miguel, Quay, Bernalillo, Valencia, Socorro, Torrance, Guadalupe, De Baca, Roosevelt i Curry.
Katedrą metropolitalną jest bazylika św. Franciszka z Asyżu w Santa Fe

## Historia
19 lipca 1850 powstał Wikariat apostolski w Nowym Meksyku, trzy lata później, 23 lipca 1850, powstała diecezja Santa Fe. 
12 lutego 1875 roku diecezja została podniesiona do rangi archidiecezji.

## Sufraganie
Arcybiskup Santa Fe jest również metropolitą Santa Fe.
- Diecezja Gallup
- Diecezja Las Cruces
- Diecezja Phoenix
- Diecezja Tucson

## Ordynariusze
- John Baptist Lamy (1875 – 1885)
- John Baptist (Jean-Baptiste) Salpointe (1885 – 1894)
- Placide Louis Chapelle (1894 – 1897)
- Peter Bourgade (Bougarde) (1899 – 1908)
- John Baptist Pitaval (1909 – 1918)
- Anthony Thomas Daeger, OFM (1919 – 1932)
- Rudolph Aloysius Gerken (1933 – 1943)
- Edwin Vincent Byrne (1943 – 1963)
- James Peter Davis (1964 – 1974)
- Robert Fortune Sanchez (1974 – 1993)
- Michael Jarboe Sheehan (1993 – 2015)
- John Wester (od 2015)